# 趙建大
赵建大（?—?），字嗣勋，又字邦洪。温州永嘉人（今龙湾状元镇人）。
南宋嘉定四年状元，签书昭庆军幕（湖州）。嘉定七年（1214）七月为秘书省正字。嘉定八年（1215）正月为校书郎，嘉定九年（1216）九月为著作佐郎，是年十一月出知嘉兴府。嘉定十三年（1220年），官至工部尚书。